# فرودگاه ویلکینز
فرودگاه ویلکینز (به انگلیسی: Wilkins Runway) یک فرودگاه خصوصی است که یک باند فرود یخ دارد و طول باند آن ۴۰۰۰ متر است. این فرودگاه در قارهٔ جنوبگان قرار دارد و در ارتفاع ۷۳۰ متری از سطح دریا واقع شده است.

## شرکت‌های هواپیمایی و مقصدهای پروازی
| شرکت‌های هواپیمایی           | مقصدهای پروازی |
| --------------------------- | -------------- |
| Skytraders                  | هوبارت         |
| نیروی هوایی سلطنتی بریتانیا | ترول           |